# Andlau
Andlau (pronuncia francese /ɑ̃dlo/, Àndlöi in alsaziano) è un comune francese di 1 763 abitanti situato nel dipartimento del Basso Reno nella regione del Grand Est.

## Società

### Evoluzione demografica
Abitanti censiti

## Amministrazione

### Gemellaggi
- Sexau, Germania, dal 1981

## Galleria d'immagini

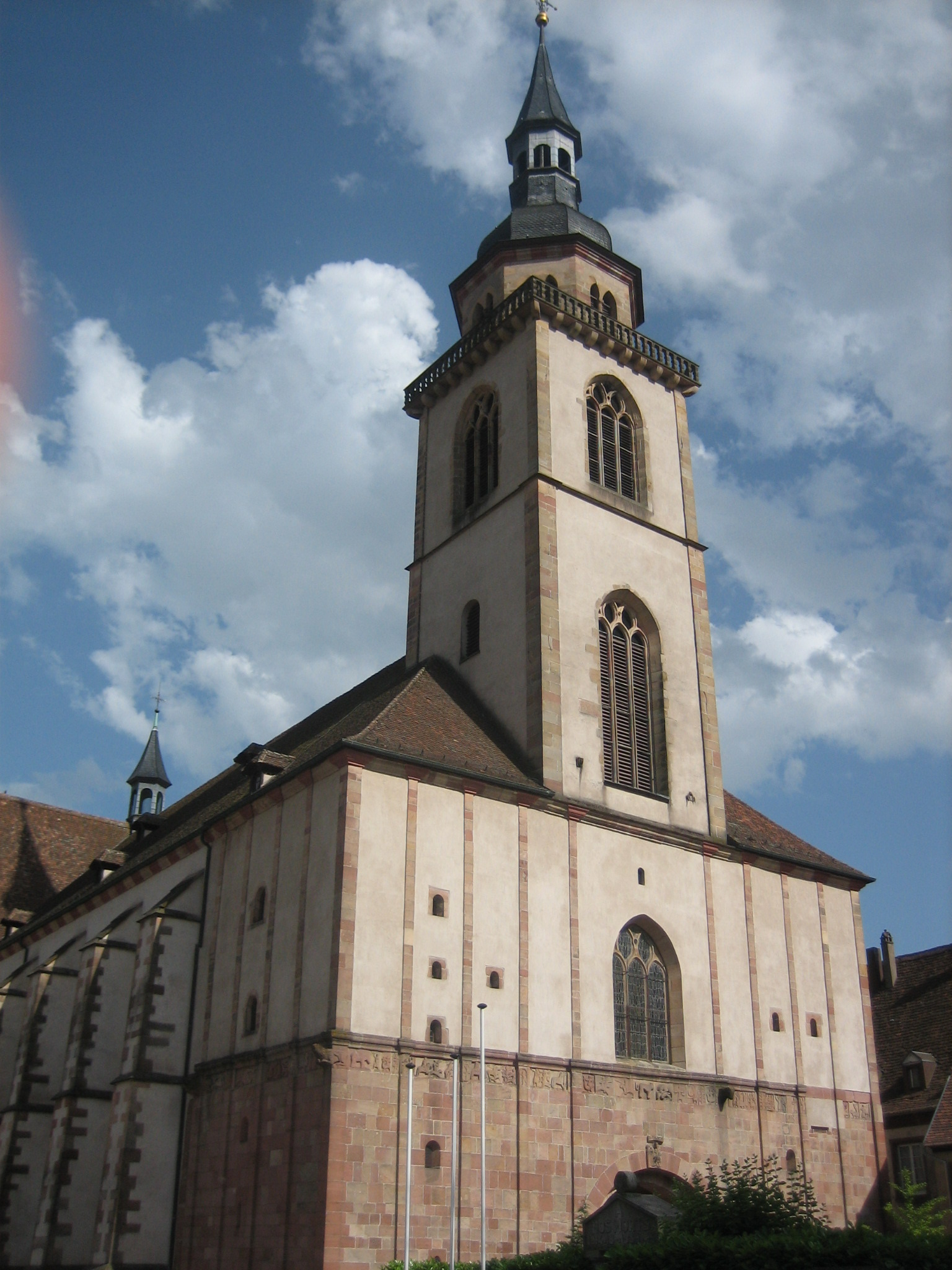
L'église Saint-Pierre
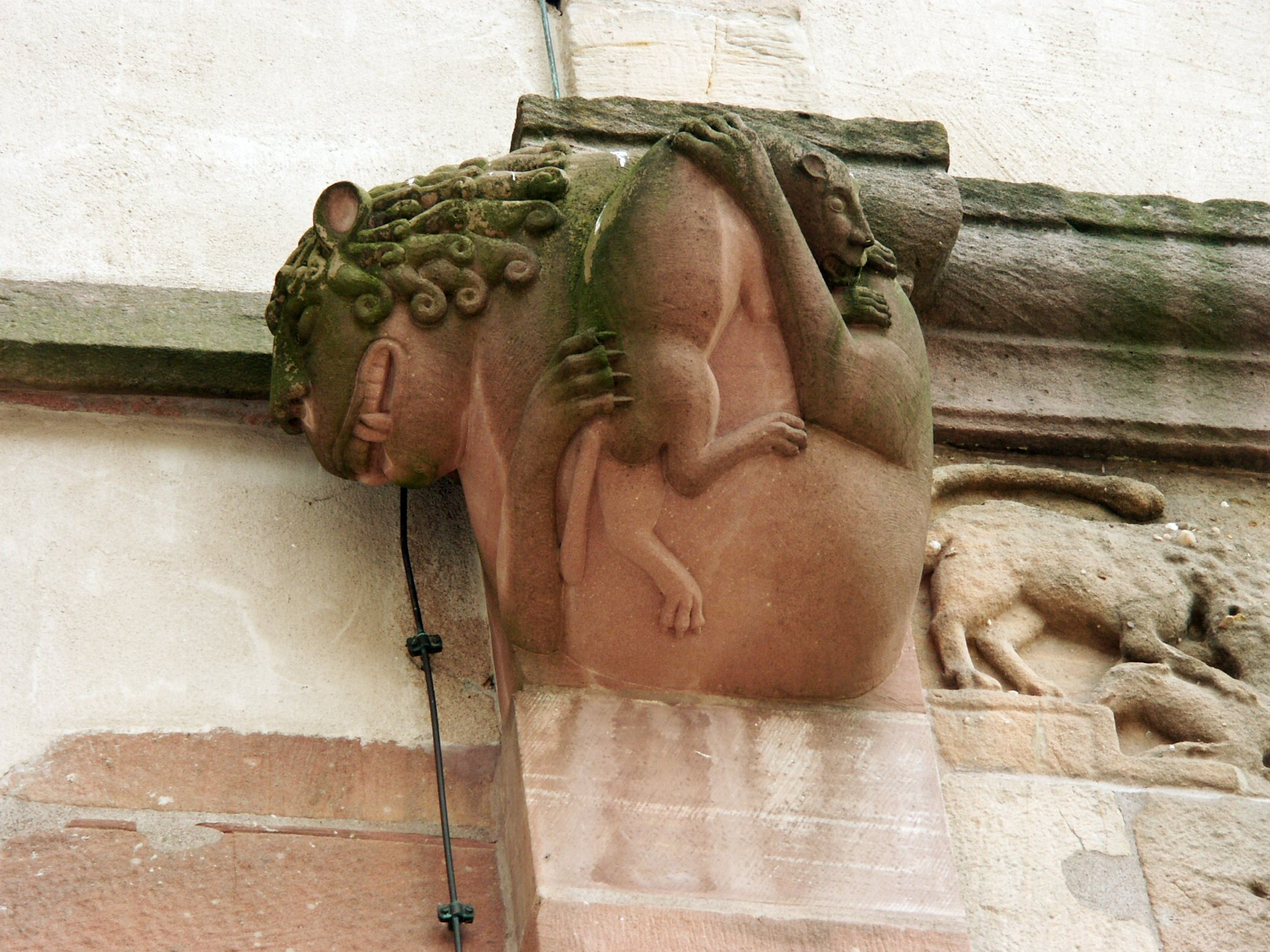
Figure Côté nord
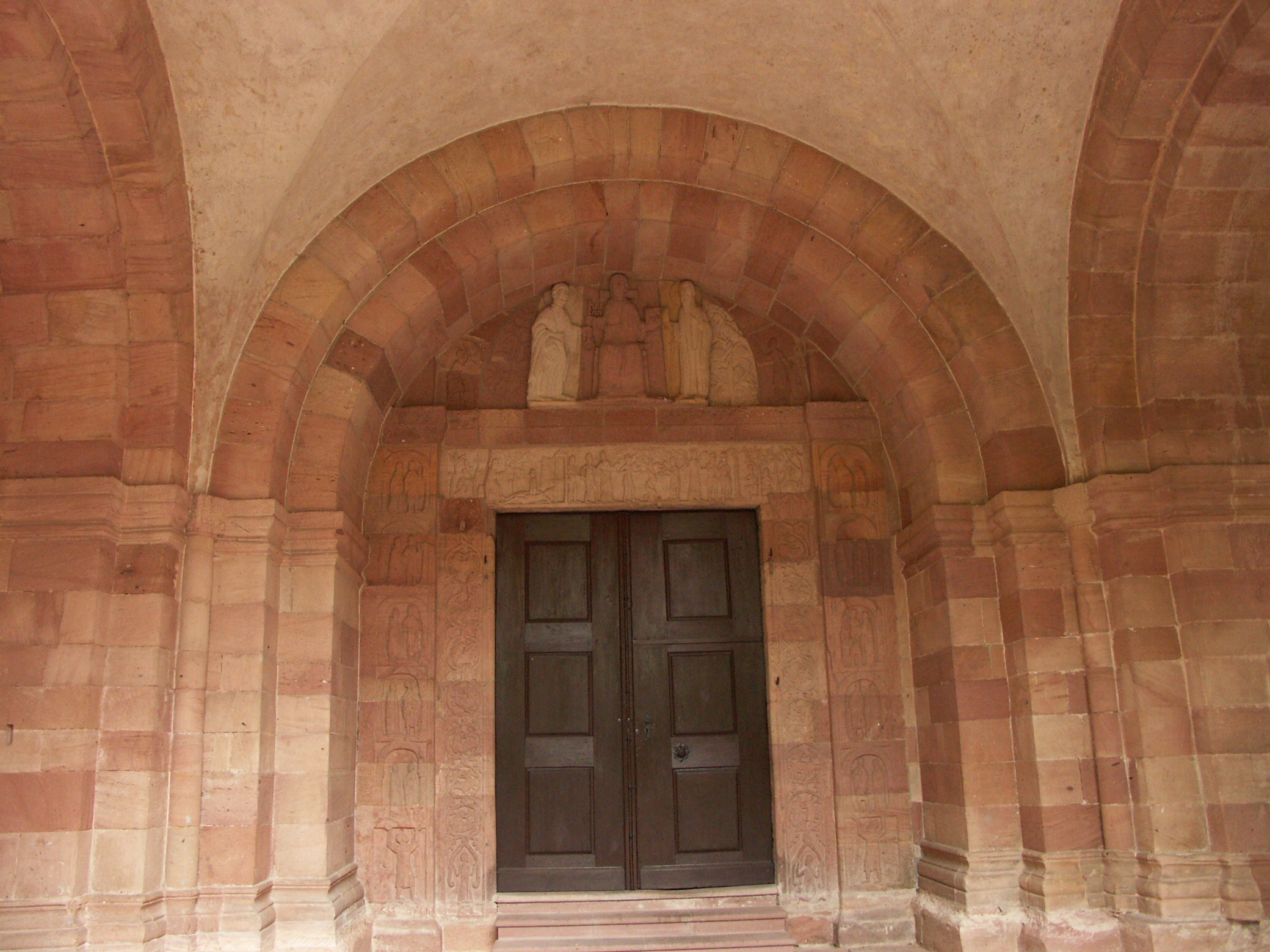
Porte ouest

La feudataria di queste terre, nel XVIII secolo era la zia della contessa Martin Gabrielle de Polignac, la quale ne ereditò poi il titolo.